# Суковски, Петер
Петер Суковски (словац. Peter Sukovský; род. 16 февраля 1975) — словацкий футболист, левый защитник.

## Карьера
В начале карьеры играл за словацкие ФК «Гуменне» и ФК «Кошице». В 2002 году подписал контракт с львовскими «Карпатами». Но из-за травмы так и не смог полностью раскрыться и провёл за основной состав львовян всего одну игру, также играл за вторую и третью команды клуба.